# Danh sách di sản văn hóa Tây Ban Nha được quan tâm ở tỉnh Orense
Danh sách di sản văn hóa Tây Ban Nha được quan tâm ở tỉnh Ourense (tỉnh).

## Các di sản theo thành phố

### A

#### Allariz
| Tên                                             | Dạng                                                                  | Địa điểm      | Tọa độ                                        | Số hồ sơ tham khảo? | Ngày nhận danh hiệu? | Hình ảnh                                                 |
| ----------------------------------------------- | --------------------------------------------------------------------- | ------------- | --------------------------------------------- | ------------------- | -------------------- | -------------------------------------------------------- |
| Vương cung thánh đường Asunción và Castro Armea | Khu phức hợp lịch sử                                                  | Allariz Armeá | 42°14′36″B 7°47′36″T / 42,243388°B 7,793206°T | RI-53-0000039       | 16-05-1963           | Basílica de la Asunción y Castro de Armea · Upload image |
| Nhà thờ San Martiño Pazo                        | Di tích Kiến trúc tôn giáo                                            | Allariz       | 42°10′28″B 7°49′54″T / 42,1745°B 7,83178°T    | RI-51-0000773       | 03-06-1931           | Iglesia de San Martiño de Pazo · Upload image            |
| Nhà thờ Santa Marina Aguas Santas               | Di tích Kiến trúc tôn giáo                                            | Allariz       | 42°14′27″B 7°47′12″T / 42,240772°B 7,786659°T | RI-51-0000778       | 03-06-1931           | Iglesia de Santa Marina de Aguas Santas · Upload image   |
| Nhà thờ Santiago                                | Di tích Kiến trúc tôn giáo Kiểu: Kiến trúc Roman Thời gian: Thế kỷ 12 | Allariz       | 42°11′24″B 7°48′08″T / 42,190047°B 7,802098°T | RI-51-0000779       | 03-06-1931           | Iglesia de Santiago · Upload image                       |
| Allariz                                         | Khu phức hợp lịch sử                                                  | Allariz       | 42°11′22″B 7°48′07″T / 42,189363°B 7,801995°T | RI-53-0000126       | 20-05-1971           | Villa de Allariz · Upload image                          |

### B

#### Bande
| Tên                                     | Dạng            | Địa điểm             | Tọa độ                                        | Số hồ sơ tham khảo? | Ngày nhận danh hiệu? | Hình ảnh                                             |
| --------------------------------------- | --------------- | -------------------- | --------------------------------------------- | ------------------- | -------------------- | ---------------------------------------------------- |
| Puente Romano denominado Puente Pedriña | Di tích Cầu     | Bande                |                                               | RI-51-0001152       | 31-05-1944           | Upload image                                         |
| Nhà thờ Santa Comba và San Torcuato     | Di tích Nhà thờ | Bande Baños de Bande | 41°58′23″B 8°00′07″T / 41,973076°B 8,002069°T | RI-51-0000198       | 11-08-1921           | Iglesia de Santa Comba y San Torcuato · Upload image |

#### Baños de Molgas
| Tên                   | Dạng            | Địa điểm                             | Tọa độ                                        | Số hồ sơ tham khảo? | Ngày nhận danh hiệu? | Hình ảnh                                |
| --------------------- | --------------- | ------------------------------------ | --------------------------------------------- | ------------------- | -------------------- | --------------------------------------- |
| Capilla Santa Eufemia | Di tích Nhà thờ | Baños de Molgas San Esteban de Ambia | 42°13′26″B 7°42′20″T / 42,223858°B 7,705595°T | RI-51-0000774       | 03-06-1931           | Capilla de Santa Eufemia · Upload image |

#### Boborás
| Tên                                | Dạng                 | Địa điểm                    | Tọa độ                                        | Số hồ sơ tham khảo? | Ngày nhận danh hiệu? | Hình ảnh                                          |
| ---------------------------------- | -------------------- | --------------------------- | --------------------------------------------- | ------------------- | -------------------- | ------------------------------------------------- |
| Molino San Mamed Moldes            | Di tích              | Boborás San Mamed de Moldes |                                               | RI-51-0005014       | 30-11-1976           | Upload image                                      |
| Nhà thờ San Julián Astureses       | Di tích Nhà thờ      | Boborás                     | 42°26′44″B 8°06′43″T / 42,445689°B 8,111951°T | RI-51-0001199       | 29-03-1946           | Iglesia de San Julián de Astureses · Upload image |
| Nhà thờ San Mamed Moldes           | Di tích Nhà thờ      | Boborás                     | 42°25′00″B 8°07′40″T / 42,416756°B 8,127647°T | RI-51-0001204       | 05-04-1946           | Iglesia de San Mamed de Moldes · Upload image     |
| Quần thể Histórico Pazos Arenteiro | Khu phức hợp lịch sử | Boborás Pazos de Arenteiro  | 42°23′55″B 8°08′43″T / 42,398489°B 8,145263°T | RI-53-0000163       | 17-08-1973           | Upload image                                      |

### C

#### Carballeda de Avia
| Tên                                   | Dạng    | Địa điểm                      | Tọa độ | Số hồ sơ tham khảo? | Ngày nhận danh hiệu? | Hình ảnh     |
| ------------------------------------- | ------- | ----------------------------- | ------ | ------------------- | -------------------- | ------------ |
| Castillo. Tháp Nova (Carballeda Avia) | Di tích | Carballeda de Avia Carballeda |        | RI-51-0008945       | 17-11-1994           | Upload image |

#### O Carballiño(O Carballiño)
| Tên                            | Dạng            | Địa điểm     | Tọa độ                                        | Số hồ sơ tham khảo? | Ngày nhận danh hiệu? | Hình ảnh                              |
| ------------------------------ | --------------- | ------------ | --------------------------------------------- | ------------------- | -------------------- | ------------------------------------- |
| Nhà thờ Vera Cruz (Carballino) | Di tích Nhà thờ | O Carballiño | 42°25′53″B 8°04′30″T / 42,431324°B 8,075053°T | RI-51-0009048       | 05-10-1995           | Templo de la Vera Cruz · Upload image |

#### Cartelle
| Tên                              | Dạng         | Địa điểm       | Tọa độ                                        | Số hồ sơ tham khảo? | Ngày nhận danh hiệu? | Hình ảnh                                    |
| -------------------------------- | ------------ | -------------- | --------------------------------------------- | ------------------- | -------------------- | ------------------------------------------- |
| Lâu đài Cartelle. Pháo đài Sande | Di tích Tháp | Cartelle Sande | 42°14′44″B 8°05′30″T / 42,245418°B 8,091597°T | RI-51-0008946       | 17-11-1994           | Castillo. Fortaleza de Sande · Upload image |

#### Castro Caldelas
| Tên                           | Dạng                 | Địa điểm        | Tọa độ                                        | Số hồ sơ tham khảo? | Ngày nhận danh hiệu? | Hình ảnh                                   |
| ----------------------------- | -------------------- | --------------- | --------------------------------------------- | ------------------- | -------------------- | ------------------------------------------ |
| Lâu đài Castro Caldelas       | Di tích Lâu đài      | Castro Caldelas | 42°22′34″B 7°24′57″T / 42,376046°B 7,415851°T | RI-51-0008947       | 17-11-1994           | Castillo de Castro Caldelas · Upload image |
| Casco antiguo Castro Caldelas | Khu phức hợp lịch sử | Castro Caldelas | 42°22′36″B 7°24′56″T / 42,376538°B 7,415685°T | RI-53-0000496       | 22-01-1998           | Upload image                               |

#### Celanova
| Tên                                                    | Dạng            | Địa điểm                       | Tọa độ                                        | Số hồ sơ tham khảo? | Ngày nhận danh hiệu? | Hình ảnh                                 |
| ------------------------------------------------------ | --------------- | ------------------------------ | --------------------------------------------- | ------------------- | -------------------- | ---------------------------------------- |
| Nhà Curros (Nhà Bảo tàng Curro Enríquez)               | Di tích         | Celanova                       | 42°09′17″B 7°57′32″T / 42,154701°B 7,958872°T | RI-51-0004214       | 25-02-1976           | Upload image                             |
| Capilla San Miguel (Celanova)                          | Di tích Capilla | Celanova                       | 42°09′08″B 7°57′25″T / 42,152286°B 7,956891°T | RI-51-0000242       | 12-04-1923           | Capilla de San Miguel · Upload image     |
| Tu viện San Salvador (Celanova) (Tu viện San Salvador) | Di tích Tu viện | Celanova                       | 42°09′06″B 7°57′26″T / 42,151752°B 7,957312°T | RI-51-0000782       | 03-06-1931           | Monasterio de San Rosendo · Upload image |
| Pháo đài Vilanova                                      | Di tích Lâu đài | Celanova Vilanova dos Infantes | 42°09′58″B 7°57′18″T / 42,166219°B 7,955119°T | RI-51-0008948       | 17-11-1994           | Fortaleza de Vilanova · Upload image     |

### E

#### O Barco de Valdeorras(O Barco de Valdeorras)
| Tên                          | Dạng    | Địa điểm               | Tọa độ                                      | Số hồ sơ tham khảo? | Ngày nhận danh hiệu? | Hình ảnh     |
| ---------------------------- | ------- | ---------------------- | ------------------------------------------- | ------------------- | -------------------- | ------------ |
| Castillo. Pháo đài Do Castro | Di tích | El Barco de Valdeorras | 42°25′42″B 6°59′29″T / 42,42822°B 6,99145°T | RI-51-0008944       | 17-11-1994           | Upload image |

#### O Bolo(O Bolo)
| Tên                       | Dạng            | Địa điểm | Tọa độ                                       | Số hồ sơ tham khảo? | Ngày nhận danh hiệu? | Hình ảnh                                                                                         |
| ------------------------- | --------------- | -------- | -------------------------------------------- | ------------------- | -------------------- | ------------------------------------------------------------------------------------------------ |
| Mộ Nuestra Señora Ermitas | Di tích Nhà thờ | O Bolo   | 42°17′32″B 7°08′19″T / 42,29235°B 7,138592°T | RI-51-0011594       | 20-04-2006           | Santuario de Nuestra Señora de las Ermitas (Santuario da Nosa Señora das Ermidas) · Upload image |

#### Esgos
| Tên                              | Dạng                                           | Địa điểm | Tọa độ                                        | Số hồ sơ tham khảo? | Ngày nhận danh hiệu? | Hình ảnh                                              |
| -------------------------------- | ---------------------------------------------- | -------- | --------------------------------------------- | ------------------- | -------------------- | ----------------------------------------------------- |
| Nhà thờ Rupestre San Pedro Rocas | Di tích Kiến trúc tôn giáo Thời gian: Thế kỷ 6 | Esgos    | 42°20′32″B 7°42′48″T / 42,342131°B 7,713411°T | RI-51-0000259       | 20-09-1923           | Iglesia Rupestre de San Pedro de Rocas · Upload image |

### G

#### Xinzo de Limia(Xinzo de Limia)
| Tên                        | Dạng    | Địa điểm             | Tọa độ                                        | Số hồ sơ tham khảo? | Ngày nhận danh hiệu? | Hình ảnh                                   |
| -------------------------- | ------- | -------------------- | --------------------------------------------- | ------------------- | -------------------- | ------------------------------------------ |
| Castillo. Pháo đài Da Pena | Di tích | Xinzo de Limia Ginzo | 42°05′17″B 7°40′22″T / 42,088046°B 7,672775°T | RI-51-0008961       | 17-11-1994           | Castillo. Fortaleza Da Pena · Upload image |

### J

#### Xunqueira de Ambía(Xunqueira de Ambia)
| Tên                                    | Dạng    | Địa điểm           | Tọa độ                                        | Số hồ sơ tham khảo? | Ngày nhận danh hiệu? | Hình ảnh                                                    |
| -------------------------------------- | ------- | ------------------ | --------------------------------------------- | ------------------- | -------------------- | ----------------------------------------------------------- |
| Colegiata Santa María (Junquera Ambía) | Di tích | Xunqueira de Ambía | 42°12′15″B 7°44′06″T / 42,204304°B 7,734987°T | RI-51-0000780       | 03-06-1931           | Colegiata de Santa María (Junquera de Ambía) · Upload image |

#### Xunqueira de Espadanedo(Xunqueira de Espadañedo)
| Tên                                                                                        | Dạng            | Địa điểm                | Tọa độ                                        | Số hồ sơ tham khảo? | Ngày nhận danh hiệu? | Hình ảnh     |
| ------------------------------------------------------------------------------------------ | --------------- | ----------------------- | --------------------------------------------- | ------------------- | -------------------- | ------------ |
| Nhà thờ Santa María (Junquera Espadañedo) (Delimitación Entorno 22-1-1998 D-o-g. 3-2-1998) | Di tích Nhà thờ | Xunqueira de Espadanedo | 42°19′06″B 7°37′44″T / 42,318267°B 7,628927°T | RI-51-0004448       | 12-12-1980           | Upload image |

### L

#### A Merca(A Merca)
| Tên                  | Dạng                                             | Địa điểm | Tọa độ                                        | Số hồ sơ tham khảo? | Ngày nhận danh hiệu? | Hình ảnh                                           |
| -------------------- | ------------------------------------------------ | -------- | --------------------------------------------- | ------------------- | -------------------- | -------------------------------------------------- |
| A Mezquita (A Merca) | Di tích Kiến trúc tôn giáo Kiểu: Kiến trúc Roman | La Merca | 42°14′12″B 7°52′09″T / 42,236672°B 7,869143°T | RI-51-0000784       | 03-06-1931           | Iglesia de San Pedro de la Mezquita · Upload image |

#### A Peroxa(A Peroxa)
| Tên                          | Dạng                                | Địa điểm              | Tọa độ                                        | Số hồ sơ tham khảo? | Ngày nhận danh hiệu? | Hình ảnh                             |
| ---------------------------- | ----------------------------------- | --------------------- | --------------------------------------------- | ------------------- | -------------------- | ------------------------------------ |
| Castillo. Fontearcada-fortal | Di tích                             | La Peroja             |                                               | RI-51-0008953       | 17-11-1994           | Upload image                         |
| Lâu đài Peroja               | Di tích Kiến trúc phòng thủ Lâu đài | La Peroja             | 42°26′03″B 7°47′13″T / 42,434157°B 7,786855°T | RI-51-0008954       | 17-11-1994           | Castillo de La Peroja · Upload image |
| Lâu đài Cinconogueìras       | Di tích                             | La Peroja Villarrubín |                                               | RI-51-0008955       | 17-11-1994           | Upload image                         |

#### Leiro
| Tên                                      | Dạng                               | Địa điểm | Tọa độ                                        | Số hồ sơ tham khảo? | Ngày nhận danh hiệu? | Hình ảnh                                                     |
| ---------------------------------------- | ---------------------------------- | -------- | --------------------------------------------- | ------------------- | -------------------- | ------------------------------------------------------------ |
| Tu viện San Clodio và su Puente Medieval | Di tích Kiến trúc tôn giáo Tu viện | Leiro    | 42°22′03″B 8°06′54″T / 42,367375°B 8,114908°T | RI-51-0004494       | 08-05-1981           | Monasterio de San Clodio y su Puente Medieval · Upload image |

### M

#### Maceda
| Tên            | Dạng                                | Địa điểm | Tọa độ                                        | Số hồ sơ tham khảo? | Ngày nhận danh hiệu? | Hình ảnh                          |
| -------------- | ----------------------------------- | -------- | --------------------------------------------- | ------------------- | -------------------- | --------------------------------- |
| Lâu đài Maceda | Di tích Kiến trúc phòng thủ Lâu đài | Maceda   | 42°16′13″B 7°39′32″T / 42,270278°B 7,658889°T | RI-51-0008949       | 17-11-1994           | Castillo de Maceda · Upload image |

#### Manzaneda
| Tên                        | Dạng                                | Địa điểm  | Tọa độ                                        | Số hồ sơ tham khảo? | Ngày nhận danh hiệu? | Hình ảnh                                       |
| -------------------------- | ----------------------------------- | --------- | --------------------------------------------- | ------------------- | -------------------- | ---------------------------------------------- |
| Lâu đài pháo đài Manzaneda | Di tích Kiến trúc phòng thủ Lâu đài | Manzaneda | 42°18′34″B 7°14′06″T / 42,309386°B 7,234953°T | RI-51-0008950       | 17-11-1994           | Castillo fortaleza de Manzaneda · Upload image |

#### Melón
| Tên                         | Dạng                               | Địa điểm | Tọa độ                                        | Số hồ sơ tham khảo? | Ngày nhận danh hiệu? | Hình ảnh                                 |
| --------------------------- | ---------------------------------- | -------- | --------------------------------------------- | ------------------- | -------------------- | ---------------------------------------- |
| Tu viện Santa María (Melón) | Di tích Kiến trúc tôn giáo Tu viện | Melón    | 42°15′21″B 8°13′00″T / 42,255789°B 8,216625°T | RI-51-0000783       | 03-06-1931           | Monasterio de Santa María · Upload image |

#### Montederramo
| Tên                              | Dạng                               | Địa điểm     | Tọa độ                                        | Số hồ sơ tham khảo? | Ngày nhận danh hiệu? | Hình ảnh                                                 |
| -------------------------------- | ---------------------------------- | ------------ | --------------------------------------------- | ------------------- | -------------------- | -------------------------------------------------------- |
| Tu viện Santa María Montederramo | Di tích Kiến trúc tôn giáo Tu viện | Montederramo | 42°16′28″B 7°30′07″T / 42,274503°B 7,501944°T | RI-51-0001231       | 16-03-1951           | Monasterio de Santa María de Montederramo · Upload image |

#### Monterrei(Monterrei)
| Tên                       | Dạng                                                           | Địa điểm              | Tọa độ                                        | Số hồ sơ tham khảo? | Ngày nhận danh hiệu? | Hình ảnh                                       |
| ------------------------- | -------------------------------------------------------------- | --------------------- | --------------------------------------------- | ------------------- | -------------------- | ---------------------------------------------- |
| Lâu đài Monterrey         | Di tích Kiến trúc phòng thủ Thời gian: Thế kỷ 10 đến Thế kỷ 12 | Monterrey             | 41°56′49″B 7°26′57″T / 41,946944°B 7,449167°T | RI-51-0000781       | 03-06-1931           | Castillo de Monterrey · Upload image           |
| Nhà thờ Santa María Mixos | Di tích Kiến trúc tôn giáo Nhà thờ                             | Monterrey Estevesiños | 41°57′45″B 7°27′16″T / 41,962408°B 7,454454°T | RI-51-0000777       | 03-06-1931           | Iglesia de Santa María de Mixos · Upload image |

#### Muíños
| Tên                    | Dạng    | Địa điểm                | Tọa độ | Số hồ sơ tham khảo? | Ngày nhận danh hiệu? | Hình ảnh     |
| ---------------------- | ------- | ----------------------- | ------ | ------------------- | -------------------- | ------------ |
| Castillo. Tháp defensa | Di tích | Muíños Requias-Guntumil |        | RI-51-0008951       | 17-11-1994           | Upload image |

### N

#### Nogueira de Ramuín
| Tên                    | Dạng            | Địa điểm                        | Tọa độ                                       | Số hồ sơ tham khảo? | Ngày nhận danh hiệu? | Hình ảnh                                |
| ---------------------- | --------------- | ------------------------------- | -------------------------------------------- | ------------------- | -------------------- | --------------------------------------- |
| Santo Estevo Ribas Sil | Di tích Tu viện | Nogueira de Ramuín Ribas de Sil | 42°25′03″B 7°41′09″T / 42,417473°B 7,68594°T | RI-51-0000243       | 12-04-1923           | Monasterio de San Estevo · Upload image |

### O

#### Ourense(Ourense)
| Tên                                       | Dạng                                                                   | Địa điểm | Tọa độ                                        | Số hồ sơ tham khảo? | Ngày nhận danh hiệu? | Hình ảnh                                                                |
| ----------------------------------------- | ---------------------------------------------------------------------- | -------- | --------------------------------------------- | ------------------- | -------------------- | ----------------------------------------------------------------------- |
| Ourense                                   | Khu phức hợp lịch sử                                                   | Orense   | 42°20′09″B 7°51′50″T / 42,335735°B 7,863965°T | RI-53-0000195       | 12-09-1975           | Casco Antiguo de la Ciudad de Orense · Upload image                     |
| Nhà thờ San Francisco (Orense)            | Di tích Kiến trúc tôn giáo Kiểu: Kiến trúc Gothic Thời gian: Thế kỷ 14 | Orense   | 42°20′31″B 7°51′49″T / 42,341899°B 7,863566°T | RI-51-0001226       | 16-02-1951           | Iglesia de San Francisco · Upload image                                 |
| Cementerio San Francisco                  | Di tích Cementerio                                                     | Orense   | 42°20′11″B 7°51′37″T / 42,336308°B 7,860248°T | RI-51-0010443       | 11-02-2000           | Upload image                                                            |
| Tu viện Convento San Francisco và Nhà thờ | Di tích Tu viện                                                        | Orense   | 42°20′13″B 7°51′37″T / 42,337002°B 7,860251°T | RI-51-0000258       | 20-09-1923           | Claustro del Convento de San Francisco e Iglesia · Upload image         |
| Nhà thờ chính tòa Ourense                 | Di tích Catedral                                                       | Orense   | 42°20′11″B 7°51′48″T / 42,33633°B 7,863425°T  | RI-51-0000771       | 03-06-1931           | Iglesia Catedral de San Martín · Upload image                           |
| Bảo tàng Khảo cổ Provincial (Orense)      | Di tích Bảo tàng                                                       | Orense   | 42°20′08″B 7°51′49″T / 42,335467°B 7,863726°T | RI-51-0001391       | 01-03-1962           | Museo Arqueológico Provincial (Orense) · Upload image                   |
| Cung điện Episcopal (Orense)              | Di tích                                                                | Orense   | 42°20′07″B 7°51′48″T / 42,335266°B 7,863428°T | RI-51-0000772       | 03-06-1931           | Upload image                                                            |
| Lưu trữ lịch sử Provincial Orense         | Lưu trữ                                                                | Orense   | 42°20′06″B 7°51′47″T / 42,335119°B 7,863128°T | RI-AR-0000040       | 10-11-1997           | Upload image                                                            |
| Pazo Oca-Valladares                       | Di tích Cung điện                                                      | Orense   | 42°20′11″B 7°51′52″T / 42,336385°B 7,864548°T | RI-51-0010780       | 20-06-2002           | Upload image                                                            |
| Puente Medieval Orense                    | Di tích Cầu                                                            | Orense   | 42°20′45″B 7°52′07″T / 42,34593°B 7,86872°T   | RI-51-0001283       | 06-04-1961           | Puente Viejo y Capilla de Nuestra Señora de los Remedios · Upload image |
| Las Burgas                                | Địa điểm lịch sử Fuente termal                                         | Orense   | 42°20′05″B 7°51′54″T / 42,334722°B 7,865°T    | RI-54-0000232       | 27-02-2007           | Fuentes Termales de las Burgas · Upload image                           |

### P

#### O Pereiro de Aguiar(O Pereiro de Aguiar)
| Tên         | Dạng            | Địa điểm                   | Tọa độ                                        | Số hồ sơ tham khảo? | Ngày nhận danh hiệu? | Hình ảnh     |
| ----------- | --------------- | -------------------------- | --------------------------------------------- | ------------------- | -------------------- | ------------ |
| Tháp Lamela | Di tích Lâu đài | O Pereiro de Aguiar Lamela | 42°20′16″B 7°48′47″T / 42,337854°B 7,813084°T | RI-51-0008952       | 17-11-1994           | Upload image |

#### Porqueira(Porqueira)
| Tên          | Dạng         | Địa điểm | Tọa độ                                       | Số hồ sơ tham khảo? | Ngày nhận danh hiệu? | Hình ảnh     |
| ------------ | ------------ | -------- | -------------------------------------------- | ------------------- | -------------------- | ------------ |
| Tháp Firbeda | Di tích Tháp | Porquera | 42°00′49″B 7°50′57″T / 42,013479°B 7,84919°T | RI-51-0008956       | 17-11-1994           | Upload image |

#### A Pobra de Trives(A Pobra de Trives)
| Tên          | Dạng                                 | Địa điểm                         | Tọa độ                                        | Số hồ sơ tham khảo? | Ngày nhận danh hiệu? | Hình ảnh                        |
| ------------ | ------------------------------------ | -------------------------------- | --------------------------------------------- | ------------------- | -------------------- | ------------------------------- |
| Puente Bibey | Di tích Cầu Roma Thời gian: Thế kỷ 2 | Puebla de Trives Sobre Río Bibey | 42°20′02″B 7°12′52″T / 42,333775°B 7,214531°T | RI-51-0000776       | 03-06-1931           | Puente del Bibey · Upload image |

### R

#### Rairiz de Veiga
| Tên            | Dạng                                | Địa điểm               | Tọa độ                                        | Số hồ sơ tham khảo? | Ngày nhận danh hiệu? | Hình ảnh                          |
| -------------- | ----------------------------------- | ---------------------- | --------------------------------------------- | ------------------- | -------------------- | --------------------------------- |
| Lâu đài Sainza | Di tích Kiến trúc phòng thủ Lâu đài | Rairiz de Veiga Sainza | 42°04′12″B 7°49′38″T / 42,070065°B 7,827343°T | RI-51-0008957       | 17-11-1994           | Castillo de Sainza · Upload image |

#### Ribadavia
| Tên                       | Dạng                                          | Địa điểm            | Tọa độ                                        | Số hồ sơ tham khảo? | Ngày nhận danh hiệu? | Hình ảnh                                         |
| ------------------------- | --------------------------------------------- | ------------------- | --------------------------------------------- | ------------------- | -------------------- | ------------------------------------------------ |
| Tu viện Santo Domingo     | Di tích Kiến trúc tôn giáo                    | Ribadavia           | 42°17′11″B 8°08′43″T / 42,286326°B 8,145332°T | RI-51-0000775       | 03-06-1931           | Convento de Santo Domingo · Upload image         |
| Capilla San Xes Francelos | Di tích Kiến trúc tôn giáo Capilla visigótica | Ribadavia Francelos | 42°16′36″B 8°09′20″T / 42,276642°B 8,155643°T | RI-51-0001234       | 20-04-1951           | Iglesia de San Ginés de Francelos · Upload image |
| Ribadavia                 | Khu phức hợp lịch sử                          | Ribadavia           | 42°17′16″B 8°08′33″T / 42,287778°B 8,1425°T   | RI-53-0000013       | 17-10-1947           | Villa de Ribadavia · Upload image                |

### S

#### San Cristovo de Cea(San Cristovo de Cea)
| Tên                             | Dạng                                                                    | Địa điểm             | Tọa độ                                        | Số hồ sơ tham khảo? | Ngày nhận danh hiệu? | Hình ảnh                                                                        |
| ------------------------------- | ----------------------------------------------------------------------- | -------------------- | --------------------------------------------- | ------------------- | -------------------- | ------------------------------------------------------------------------------- |
| Tu viện Santa María Real Oseira | Di tích Kiến trúc tôn giáo Thời gian: Thế kỷ 12, Thế kỷ 13 và Thế kỷ 15 | San Cristóbal de Cea | 42°32′18″B 7°57′04″T / 42,538418°B 7,951055°T | RI-51-0000244       | 12-04-1923           | Iglesia Sala Capitular y Claustro Gótico del Monasterio de Osera · Upload image |

#### Sandiás(Sandiás)
| Tên             | Dạng                                             | Địa điểm  | Tọa độ                                        | Số hồ sơ tham khảo? | Ngày nhận danh hiệu? | Hình ảnh                           |
| --------------- | ------------------------------------------------ | --------- | --------------------------------------------- | ------------------- | -------------------- | ---------------------------------- |
| Lâu đài Sandiás | Di tích Kiến trúc phòng thủ Thời gian: Thế kỷ 12 | Sandianes | 42°07′23″B 7°44′37″T / 42,123043°B 7,743717°T | RI-51-0008958       | 17-11-1994           | Castillo de Sandiás · Upload image |

### T

#### Taboadela
| Tên        | Dạng                        | Địa điểm        | Tọa độ                                        | Số hồ sơ tham khảo? | Ngày nhận danh hiệu? | Hình ảnh                      |
| ---------- | --------------------------- | --------------- | --------------------------------------------- | ------------------- | -------------------- | ----------------------------- |
| Tháp Toran | Di tích Kiến trúc phòng thủ | Taboadela Toran | 42°13′54″B 7°50′03″T / 42,231675°B 7,834067°T | RI-51-0008959       | 17-11-1994           | Torre de Toran · Upload image |

### V

#### Viana do Bolo(Viana do Bolo)
| Tên                 | Dạng                        | Địa điểm        | Tọa độ                                        | Số hồ sơ tham khảo? | Ngày nhận danh hiệu? | Hình ảnh                                  |
| ------------------- | --------------------------- | --------------- | --------------------------------------------- | ------------------- | -------------------- | ----------------------------------------- |
| Tháp Homenaje Viana | Di tích Kiến trúc phòng thủ | Viana del Bollo | 42°10′50″B 7°06′57″T / 42,180539°B 7,115825°T | RI-51-0008960       | 17-11-1994           | Torre de Homenaje de Viana · Upload image |